# Kinga Góra-Marek
Kinga Elżbieta Góra-Marek – polska chemik, profesor nauk ścisłych i przyrodniczych.

## Życiorys
Jest absolwentką Uniwersytetu Jagiellońskiego, w 2005 obroniła pracę doktorską pt. Własności kwasowe i drgania strukturalne zeolitów oraz materiałów zeolitopodobnych, której promotorem był prof. Jerzy Datka, w 2012 habilitowała się na podstawie pracy zatytułowanej Charakterystyka spektroskopowa IR właściwości centrów kobaltowych w zeolitach. W 2020 uzyskała tytuł profesora nauk ścisłych i przyrodniczych.
Pracuje na Uniwersytecie Jagiellońskim, oraz należy do Rady Dyscypliny Naukowej - Nauk Chemicznych UJ.